# 陈原道
陈原道（1902年—1933年4月10日），又名元道，安徽巢县人。中国共产党早期领导人。
早年参加五卅运动，经恽代英介绍加入中国共产党，后留学苏联莫斯科中山大学。1929年，回国担任中共江苏省委宣传部秘书长。次年担任河南省委组织部长兼秘书长。1931年，任中共河北临时省委组织部部长，同年被逮捕关押至北平军人反省分院。1932年经地下党营救出狱。1933年，被举报再次入狱，关押于南京宪兵司令部；同年4月10日被枪决于南京雨花台。